# 卡尔·威廉·费尔巴哈
卡尔·威廉·费尔巴哈（Karl Wilhelm Feuerbach，1800年5月30日—1834年3月12日），德国几何学家。其父亲是法学家保罗·约翰·安塞尔姆·里特尔·冯·费尔巴哈。1822年他从弗莱堡大学获得博士学位，成为埃尔朗根文科中学的数学教师。1822年他撰写了一本数学著作，提出了“九点圆三角形的內切圓和旁切圓相切”这一定理，即费尔巴哈定理，因此九点圆在德国也常被称为费尔巴哈圆。1827年他独立于奥古斯特·费迪南德·莫比乌斯提出了齐次坐标的观念，但他的论文很久后才被格奥尔格·康托尔注意到。

## 著作
- Eigenschaften einiger merkwürdigen Punkte des geradlinigen Dreiecks und mehrerer durch sie bestimmten Linien und Figuren: Eine analytisch-trigonometrische Abhandlung （页面存档备份，存于） (三角形所在平面上某些特殊点和这些点决定的线和图形的性质：分析几何的研究)
- Grundriss zu analytischen Untersuchungen der dreyeckigen Pyramide（正四面体的分析理论基础）